# Alexandra Louison
Alexandra Louison (14 de julio de 1982) es una deportista francesa que compitió en duatlón. Ganó dos medallas en el Campeonato Europeo de Duatlón, bronce en 2007 y plata en 2008.

## Palmarés internacional
| Campeonato Europeo | Campeonato Europeo      | Campeonato Europeo | Campeonato Europeo |
| Año                | Lugar                   | Medalla            | Prueba             |
| ------------------ | ----------------------- | ------------------ | ------------------ |
| 2007               | Edimburgo (Reino Unido) | Medalla de bronce  | Individual         |
| 2008               | Serres (Grecia)         | Medalla de plata   | Individual         |